# 阿什瓦尼·库马尔 (1950年)
阿什瓦尼·库马尔（英語：Ashwani Kumar，1950年11月15日—2020年10月7日），印度警察、政治人物，曾任曼尼普尔邦和那加兰邦总督，以及印度中央調查局局长等职。

## 生平
1950年11月15日生于喜马偕尔邦纳汉。后在台拉登的国家军事学院学习。1971年毕业于喜马偕尔邦大学。1973年进入警察部门工作。
2006年8月至2008年7月，担任喜马偕尔邦警察总局局长。2008年8月至2010年11月，担任印度中央調查局局长。
2013年至2014年，短暂担任曼尼普尔邦和那加兰邦总督。
2020年10月7日在喜马偕尔邦西姆拉的住所里上吊自杀。他患有抑郁症。